# European Film Awards 2000
La 13ª edizione della cerimonia di premiazione dei European Film Awards si è tenuta il 2 dicembre 2000 al Théatre National de Chaillot di Parigi, Francia e presentata da Rupert Everett e Antoine de Caunes.

## Vincitori e candidati
Vengono di seguito indicati in grassetto i vincitori.
Ove ricorrente e disponibile, viene indicato il titolo in lingua italiana e quello in lingua originale tra parentesi.
Miglior film
- Dancer in the Dark, regia di Lars von Trier ( Danimarca)
- Billy Elliot, regia di Stephen Daldry ( Regno Unito)
- Galline in fuga (Chicken Run), regia di Peter Lord e Nick Park ( Regno Unito)
- Il gusto degli altri (Le goût des autres), regia di Agnès Jaoui ( Francia)
- Harry, un amico vero (Harry un ami qui vous veut du bien), regia di Dominik Moll ( Francia)
- Pane e tulipani, regia di Silvio Soldini ( Italia)
- L'infedele (Trolösa), regia di Liv Ullmann ( Svezia)

Miglior attore
- Sergi López - Harry, un amico vero (Harry un ami qui vous veut du bien)
- Stellan Skarsgård - Aberdeen
- Jamie Bell - Billy Elliot
- Ingvar Eggert Sigurðsson - Angels of the Universe
- Bruno Ganz - Pane e tulipani
- Krzysztof Siwczyk - Wojaczek

Miglior attrice
- Björk - Dancer in the Dark
- Julie Walters - Billy Elliot
- Sylvie Testud - La captive
- Bibiana Beglau - Il silenzio dopo lo sparo (Die Stille nach dem Schuß)
- Lena Endre - L'infedele (Trolösa)

Miglior rivelazione
- Laurent Cantet - Risorse umane (Ressources humaines)
- Baltasar Kormákur - 101 Reykjavík
- Paul McGuigan - Gangster No. 1
- Agnès Jaoui - Il gusto degli altri (Le goût des autres)
- Sam Karmann - Kennedy et moi
- Barbara Albert - Nordrand - Borgo nord (Nordrand)
- Simon Cellan Jones - Some Voices
- Lukas Moodysson - Together - Insieme (Tillsammans)
- Veit Helmer - Tuvalu
- Vanessa Jopp - Vergiss Amerika

Miglior sceneggiatura
- Agnès Jaoui e Jean-Pierre Bacri - Il gusto degli altri (Le goût des autres)
- Irakli Kvirikadze, Maria Svereva e Nana Džordžadze - 27 baci perduti (27 Missing Kisses)
- Dominik Moll e Gilles Marchand - Harry, un amico vero (Harry un ami qui vous veut du bien)
- Rafael Azcona - La lingua delle farfalle (La lengua de las mariposas)
- Doriana Leondeff e Silvio Soldini - Pane e tulipani
- Wolfgang Kohlhaase - Il silenzio dopo lo sparo (Die Stille nach dem Schuß)

Miglior fotografia
- Vittorio Storaro - Goya (Goya en Burdeos)
- Yuri Klimenko - Barak
- Agnès Godard - Beau Travail
- Eric Guichard e Jean-Paul Meurisse - Himalaya - L'infanzia di un capo (Himalaya, l'enfance d'un chef)
- Edgar Moura - Jaime
- Aleksandr Burov - Le nozze (Svadba)

Miglior documentario
- Les glaneurs et la glaneuse, regia di Agnès Varda
- Calle 54, regia di Fernando Trueba
- Goulag, regia di Iosif Pasternak e Hélène Chatelain
- Heimspiel, regia di Pepe Danquart
- Un giorno a settembre (One Day in September), regia di Kevin Macdonald
- Ouvrières du monde, regia di Marie-France Collard

Miglior cortometraggio
- A Mi gólyánk, regia di Lívia Gyarmathy
- Ferment, regia di Tim MacMillan
- I nie opuszcze cie az do smierci, regia di Maciej Adamek
- Kovat miehet, regia di Maarit Lalli
- De Zone, regia di Ben van Lieshout

Miglior film internazionale
- In the Mood for Love (Fa yeung nin wa), regia di Wong Kar-wai ( Francia/ Hong Kong)
- Erin Brockovich, regia di Steven Soderbergh ( Stati Uniti)
- Il gladiatore (Gladiator), regia di Ridley Scott ( Stati Uniti)
- Fratello, dove sei? (O Brother, Where Art Thou?), regia di Joel Coen ( Stati Uniti)
- La tigre e il dragone (Wo hu cang long), regia di Ang Lee ( Cina)
- Yi Yi - e uno... e due... (Yi yi), regia di Edward Yang ( Taiwan/ Giappone)

Premio FIPRESCI
- Mayis sikintisi, regia di Nuri Bilge Ceylan ( Turchia)

Premio del pubblico
Miglior attore
- Ingvar Eggert Sigurðsson - Angels of the Universe

Miglior attrice
- Björk - Dancer in the Dark

Miglior regista
- Lars von Trier - Dancer in the Dark

Premio alla carriera
- Richard Harris

Miglior contributo europeo al cinema mondiale
- Roberto Benigni  e Jean Reno